# باشگاه فوتبال آمیکال
باشگاه فوتبال آمیکال یک باشگاه فوتبال از پورت ویلا، وانواتو بود. آنها در لیگ برتر وانواتو و در لیگ قهرمانان اقیانوسیه بازی کردند. این باشگاه به فینال‌های لیگ قهرمانان ۱۱–۲۰۱۰ و ۱۴–۲۰۱۳، هر دو بار مقابل آوکلند سیتی، رسیده و شکست خورده است. آنها توسط دیجی‌سل وانواتو و هیوندای موتور حمایت شدند.
در اوت ۲۰۱۹، باشگاه به دلیل جریمه ۶۰۰۰ فرانک سوئیس توسط فیفا در ارتباط با سیستم تطبیق انتقال فیفا منحل شد.

## افتخارات
- لیگ فوتبال ملی وانواتو: ۴ قهرمانی
- لیگ برتر پورت ویلا: ۶ قهرمانی